# Хас-Очирын Лувсандорж
Хас-Очирын Лувсандорж (1910 — 16 ноября 1937) — секретарь ЦК Монгольской народно-революционной партии (МНРП) с 1934 по 1936 г. Он был арестован в летом 1937 года по обвинению в контрреволюции и был казнен ноябре того же года.

## Биография
Лувсандорж родился в 1910 году в аймаке Тушет-хана (ныне сомон Шамар Селенгинского аймака). В 1926 году он начал работать писцом в хошунной администрации. В 1932 году стал председателем аймачного комитета Монгольского революционного союза молодёжи (МРСМ), а в 1933 году — председатель комитета МНРП Селенгинского аймака, в 1934 году — член президиума и секретарь ЦК Монгольской народно-революционной партии.
В 1936 году он был отправлен в Советский Союз в институт востоковедения. На следующее лето в то время, когда Лувсандорж был в Монголии в отпуске, он был арестован «Специальной комиссией» МВД и обвинён в контрреволюции. Казнён 16 ноября 1937 года.
Реабилитирован в 1962 году.